# فرودگاه شهری زفیرهیلس
فرودگاه شهری زفیرهیلس (به انگلیسی: Zephyrhills Municipal Airport) یک فرودگاه همگانی باربری با کد یاتا ZPH است که یک باند فرود آسفالت دارد و طول باند آن ۱۵۲۴ متر است. این فرودگاه در کشور ایالات متحده آمریکا قرار دارد و در ارتفاع ۲۷ متری از سطح دریا واقع شده است.